# Гејл (Тексас)
Гејл (енгл. Gail) насељено је место без административног статуса у америчкој савезној држави Тексас. Налази се у округу Борден, чије је седиште.

## Демографија
По попису из 2010. године број становника је 231.
| Група             | 2000.    | 2010.       |
| Белци             | 0 (0,0%) | 178 (77,1%) |
| Афроамериканци    | 0 (0,0%) | 0 (0,0%)    |
| Азијати           | 0 (0,0%) | 1 (0,4%)    |
| Хиспаноамериканци | 0 (0,0%) | 49 (21,2%)  |
| Укупно            | 0        | 231         |